# Bremen Vier
Bremen Vier ist ein Hörfunkprogramm der Sendeanstalt Radio Bremen für die Städte Bremen, Bremerhaven und angrenzende Teile Niedersachsens, schwerpunktmäßig die Metropolregion Nordwest, das vornehmlich Popmusik sendet und auf Hörer von 14 bis 49 Jahren ausgerichtet ist.

## Geschichte
Der Sendebetrieb wurde am 1. Dezember 1986 um 9:05 Uhr aufgenommen. Als erstes Lied wurde Pop Muzik von M gespielt. Der erste Moderator war Jürgen Büsselberg. Bremen Vier war zum Sendestart das erste öffentlich-rechtliche Rundfunkprogramm mit Schwerpunkt auf Rock- und Popmusik. Aber auch Clubmusik wie House und Techno hatte hier frühzeitig einen Platz in der jeweils Freitagabend ausgestrahlten Sendung Bremen 4 Dancefloor mit Kai Toelke.

Im Dezember 2007 zog der Sender in ein neues Funkhaus um. Der letzte gespielte Titel war erneut Pop Muzik, der letzte Moderator Axel P. Sommerfeld. Seitdem sendet auch Bremen Vier aus dem neuen Radio-Bremen-Funkhaus im Bremer Stephaniviertel. 

Ehemaliges Senderlogo

Die erste Morgensendung war seit April 1989 „Slip“, in den ersten Jahren wurde bis 9 Uhr das Programm der Hansawelle übernommen. Von 1999 bis 2008 hieß die Morgensendung Der Dicke und der Dünne und wurde im Wechsel von Krause und Marcus Rudolph moderiert. Ab Januar 2009 gab es mit „Vier beginnt“ eine neue Morgenshow, die bis Anfang 2020 von Roland Kanwicher und Olaf Rathje im Wechsel mit Jens-Uwe Krause und Tina Padberg moderiert wurde. Vom Februar 2020 bis zum Dezember 2021 war Bremen Zwei Moderator Keno Bergholz Morgenshow-Moderator bei Bremen Vier. Lange Zeit hatte er an seiner Seite Marilena Dahlmann, die als Social Media Redakteurin die Verbindung zwischen Zuhörern und Moderationsteam darstellte. Zwischen Dezember 2021 und Oktober 2022 moderierten Malte Janssen und Malte Döbert im Wechsel die Bremen Vier Morgenshow. Seit Mitte Oktober 2022, haben sich zwei feste Teams für die Bremen Vier Morgenshow gefunden. Die Teams bestehen aus Malte Janssen, Franziska Henke, Ike Pauli bzw. Tine Kuntze, Julian Beimdiecke und Pit Kröger mit jeweils einem/r Nachrichtensprecher/in. Die neue Morgenshow heißt „Die Vier am Morgen“.
Radio Bremen 4 kann als Vorreiter unter den ARD-Jugendwellen bezeichnet werden. Der Sender setzte sich bereits in seinen Anfangsjahren im Hinblick auf Musikauswahl und Moderationsstil deutlich von den übrigen damaligen Pop- und Servicewellen des ARD-Hörfunks ab und orientierte sich hierbei u. a. am progressiveren Stil des in der Umgebung sendenden Privatsenders radio ffn. Ein Novum war auch, dass die Hörerschaft bereits von Anfang an durchgängig „geduzt“ wurde, was auf anderen Sendern damals noch völlig unüblich war. Zu Anfang wurden noch zur vollen Stunde die trocken gesprochenen Zentralnachrichten des Radio Bremen-Hörfunks, die auch auf den übrigen Hörfunkwellen von Radio Bremen zu hören waren, incl. dem „Radio Bremen Verkehrsdienst“ übernommen. Erst zu Beginn der 90er Jahre begann Radio Bremen 4 mit der Produktion eigener stündlicher und halbstündlicher Serviceelemente, die fortan auch durch die Verwendung von Musikbetten, Drops und Stingern in das Sounddesign des Senders integriert wurden. 

## Programm
Bremen Vier sendet montags bis freitags von 5 bis 24 Uhr und am Wochenende von 6 bis 24 Uhr ein eigenes Programm. Dienstags bis donnerstags wurde von 23 bis 1 Uhr sieben Jahre lang die Lateline übernommen. Im September 2018 lief die Talksendung jedoch zum letzten Mal auf Bremen Vier. Das Abendprogramm läuft seitdem bis Mitternacht; in der restlichen Zeit wird immer ab 24 Uhr die ARD-Popnacht übernommen, die seit Anfang 2011 nur noch von SWR3 produziert wird. Zuvor hatte Bremen Vier alle vier Wochen in der Nacht zum Donnerstag die Popnacht gestaltet. Innerhalb der ARD-Popnacht übernimmt Bremen Vier jeweils zur vollen Stunde die Hörfunknachrichten des NDR.
Seit Januar 2025 wird von Montag bis Freitag ab 22 Uhr, sonn- und feiertags ab 20 Uhr im Rahmen eines Gemeinschaftsprogramms Pop – Die Abendshow übernommen, die von SWR3 produziert wird. 

### Montag bis Freitag
| Sendung                     | Sendezeit                                                | Moderator(in) |
| --------------------------- | -------------------------------------------------------- | --- |
| Die Vier am Morgen          | 5 bis 10 Uhr                                             | - Tine Kuntze, Julian Beimdiecke, Pit Kröger und jemand aus den „Vier-News“ - Malte Janssen, Franziska Henke, Ike Pauli und jemand aus den „Vier-News“ |
| Bremen Vier läuft           | 10 bis 18 Uhr                                            | - Malte Döbert - Malin Kompa - Roland Kanwicher - Matthias Hoppe - Franzi Henke - Rudy Schönborn                                                       |
| Die Bremen Vier Spätschicht | 18 bis 22 Uhr                                            | - Franzi Henke - Rudy Schönborn - Tine Kuntze - Milton Tappert - Larissa Sobral - June Koch - Christian Osterloh - Bianca Paloma Marstaller            |
| Pop - Die Abendshow         | 22 bis 24 Uhr                                            | Übernahme von SWR3 |
| Die Bremen Vier Popnacht    | montags bis samstags von 0 bis 5 Uhr; samstags bis 6 Uhr | Übernahme von SWR3 |

### Samstag
| Sendung                                 | Sendezeit     | Moderator(in) |
| --------------------------------------- | ------------- | --- |
| Bremen Vier Frei Haus                   | 6 bis 10 Uhr  | - Ike Pauli - Malte Döbert |
| Bremen Vier kommt rum                   | 10 bis 15 Uhr | - Malin Kompa - Malte Döbert - Roland Kanwicher - Franziska Henke - Tine Kuntze - June Koch - Rudy Schönborn - Matthias Hoppe - Pit Kröger - Malte Janssen - Ike Pauli |
| Bremen Vier läuft... schönes Wochenende | 15 bis 20 Uhr | - Rudy Schönborn - Tine Kuntze - Jonny Thumb - Milton Tappert - Finja Böhling - Matthias Hoppe - June Koch                                                             |
| Bremen Vier Tanzt                       | 20 bis 24 Uhr | unmoderiert |
| Die Bremen Vier Popnacht                | 0 bis 6 Uhr   | Übernahme von SWR3 |

### Sonntag
| Sendung                                      | Sendezeit     | Moderator(in) |
| -------------------------------------------- | ------------- | --- |
| Bremen Vier läuft                            | 6 bis 8 Uhr   | - Milton Tappert - Malte Janssen - June Koch - Roland Kanwicher - Rudy Schönborn                                       |
| Zebra Vier                                   | 8 bis 11 Uhr  | - wie 6 bis 8 Uhr |
| Bremen Vier läuft... schönes Wochenende      | 11 bis 16 Uhr | - Ike Pauli - Finja Böhling - Tine Kuntze - Milton Tappert - Jonny Thumb - Franzi Henke - Matthias Hoppe - Pit Kröger  |
| Eure Top 100 Die Hörercharts auf Bremen Vier | 16 bis 20 Uhr | - Franziska Henke - Rudy Schönborn - Finja Böhling - Larissa Sobral - Pit Kröger - Matthias Hoppe - Marina Weidenhaupt |
| Pop - Die Abendshow                          | 20 bis 24 Uhr | Übernahme von SWR3 |
| Die Bremen Vier Popnacht                     | 0 bis 5 Uhr   | Übernahme von SWR3 |

Das Programm hat am Durchschnittstag 311.000 Hörer, während einer Stunde zwischen 6 und 18 Uhr haben im Schnitt 94.000 Menschen Bremen Vier eingeschaltet.

## Moderatoren

### Moderatoren
- Malte Döbert
- Roland Kanwicher
- Malin Kompa
- Malte Janssen
- Ike Pauli
- Michael Reimann (selten)
- Rudy Schönborn
- Jonny Thumb
- Tine Kuntze
- Ansgar Guse (selten)
- Franziska Henke
- June Koch
- Julia Köhn
- Marina Weidenhaupt
- Milton Tappert
- Julian Beimdiecke
- Matthias Hoppe
- Pit Kröger
- Finja Böhling
- Larissa Sobral
- Bianca Paloma Marstaller

### News-Team
- Daniel Haselbach
- Laura Knepper
- Irene Lottes
- Nico Wodrich
- Nikolas Golsch
- Sabrina Prinzen
- Jana Kreutz
- Sebastian Segebade

## Empfang des Senders
Der Sender wird über zwei UKW-Sender in Bremen (101,2 MHz mit 100 kW) und Bremerhaven (100,8 MHz mit 25 kW) sowie über das Kabelnetz in beiden Städten ausgestrahlt. Des Weiteren ist der Sender in angrenzenden Teilen Niedersachsens zu empfangen. Den Sender kann man über UKW außer in Bremen auch in Teilen Niedersachsens, Hamburgs und Nordrhein-Westfalens empfangen. Außerdem wird das Programm von Bremen Vier über DVB-S und einen Internet-Livestream verbreitet.
Im Zuge der Einführung von DAB+, im Rahmen des Digitalradio-Neustarts, plante Radio Bremen ursprünglich ab Frühjahr 2012 Bremen Vier via DAB+ zu verbreiten. Am 20. Dezember 2012 wurde Bremen Vier im Land Bremen via DAB+ (Kanal 7B) aufgeschaltet. Dieser Testbetrieb ist am 1. Februar 2013 in den Regelbetrieb übergegangen. Damit beteiligt sich Radio Bremen zum ersten Mal in seiner Geschichte an der digitalen terrestrischen Verbreitung von Radiosendern.

## bremen4u
2002 schlossen sich Radio Bremen Werbung, die Bremer Tageszeitungen AG und die Sparkasse Bremen zu bremen4u GmbH zusammen. Von dieser wurde der Internetauftritt von Bremen Vier betreut; außerdem gibt es für die Hörer online einen Chat sowie Informationen und Gewinnspiele. bremen4u erscheint auch vierwöchentlich als Gratismagazin, das in vielen Clubs, Sparkassen und an anderen Orten ausliegt. Von 2005 bis Ende Januar 2007 sendete Radio Bremen TV montags bis freitags für jeweils fünf Minuten bremen4u|tv; seit Februar 2007 wird diese Sendung nur noch freitags um 19:00 Uhr für nunmehr 15 Minuten ausgestrahlt. Die Redaktionen des Internetauftritts, der gedruckten Version und der Fernsehsendung arbeiten meist unabhängig vom Radiosender, sind dennoch eng miteinander verknüpft.
Seit 2006 findet sich das Internet-Angebot von Bremen Vier wieder unter dem Dach von Radio Bremen. Gleichzeitig erfolgte der Ausbau der bremen4u-Website zum „Cityguide“, der über die Stadt Bremen in vielen Einzelheiten informiert und auch Veranstaltungshinweise verbreitet.
Seit 2009 gehört bremen4u komplett zum Unternehmen Bremer Tageszeitungen AG. Radio Bremen Werbung hat sich aus dem Projekt zurückgezogen und bremen4u-TV eingestellt.